# Francisco de Remolins
Francisco de Remolins (Lérida, 1462 - Roma, 5 de fevereiro de 1518) foi um cardeal do século XVII.

## Primeiros anos
Nasceu em Lérida em 1462. Ele também está listado como Francesc de Remolins i Pardines; e seu sobrenome como Remolino. Ele foi chamado de il cardeal Elvensel ; e o Cardeal de Sorrento.

## Educação
Estudou Direito na Universidade de Lérida; e na Universidade de Pisa onde obteve o doutorado em utroque iure , tanto em direito canônico quanto em direito civil.

## Juventude
Casou-se muito jovem; ele e a esposa se separaram e ela entrou para um convento; o casamento foi anulado. Recebeu a tonsura eclesiástica e serviu como jurista e secretário do rei Fernando de Aragão; mais tarde, ele foi embaixador do rei na corte romana. Preceptor de Cesare Borgia, futuro cardeal; permaneceu seu conselheiro de confiança.

## Sacerdócio
Ordenado (nenhuma informação adicional encontrada). Chantre do capítulo da catedral de Mazzara. Apostólico protonotário. Auditor da Sagrada Rota Romana. Auditor do governador de Roma.

## Episcopado
Nomeado bispo auxiliar de Lérida pelo cardeal Juan Luis de Milá, bispo de Lérida, 1496. Consagrado, ca. 1496, por esse cardeal (1) . Nessa época, escreveu sua obra jurídica Decisões. Em 1498, foi enviado a Florença, juntamente com o mestre geral da Ordem dos Pregadores (Dominicanos), como comissário apostólico para abrir o processo contra o Pe. Girolamo Savonarola, OP, condenado à morte; chegou a Florença em 18 de maio de 1498. Devido à sua proximidade com o Papa Alexandre VI e sua família, renunciou ao cargo de bispo auxiliar de Lérida e foi residir na corte papal. Nomeado governador de Roma em fevereiro de 1501; conduziu uma repressão sangrenta contra os rivais do papa, especialmente os Colonna e os Orsini; ocupou o cargo até sua promoção ao cardinalato. Promovido à Sé Metropolitana de Sorrento em 3 de março de 1501; confirmado, 31 de março de 1501; renunciou à sé em 23 de janeiro de 1512. Foi feito prisioneiro pelos turcos e resgatado com os tesouros da igreja (2) .

## Cardinalato
Criado cardeal sacerdote no consistório de 31 de maio de 1503; foi publicado em 2 de junho de 1503; recebeu o título de Ss. Giovanni e Paolo em 12 de junho de 1503. Administrador da Sé de Perugia, 4 de agosto de 1503; ocupou o cargo até março de 1506. Participou do primeiro conclave de 1503 , que elegeu o Papa Pio III. Participou do segundo conclave de 1503, que elegeu o Papa Júlio II. Após a eleição do novo Papa Júlio II, temendo represálias contra os Bórgias, ele escapou de Roma na noite de 20 de dezembro de 1503; o papa, vendo no cardeal um assistente enérgico, escreveu-lhe uma breve carta amigável pedindo-lhe que voltasse a Roma; o cardeal voltou e serviu ao papa com grande zelo. Após várias negociações diplomáticas, obteve a devolução da Romagna de Veneza. Ele também serviu aos interesses do rei espanhol em suas campanhas na Itália contra os franceses. Nomeado bispo de Fermo em 1504 (3) ; ocupou a sé até sua morte; nunca visitou a diocese. Em 1511, foi vice-rei de Nápoles, substituindo Ramón Folch de Cardona, vice-rei de 1511 a 1513. Optou pelo título de S. Marcello, 27 de outubro de 1511; retido em comendao título de Ss. Giovanni e Paolo até 6 de julho de 1517. Nomeado arcipreste da basílica patriarcal da Libéria no final de 1511 (4) . Participou do V Concílio de Latrão. Administrador da Sé Metropolitana de Palermo, 23 de janeiro de 1512; ocupou o cargo até sua morte; construiu o convento de S. Chiara em 1513; e estabeleceu o tribunal da Inquisição, do qual foi um grande defensor. Participou do conclave de 1513, que elegeu o Papa Leão X. Recebeu vários benefícios na Espanha e na Itália do novo Papa Leão X. Administrador da Sé de Sarno, 22 de junho de 1513; ocupou o cargo até 11 de fevereiro de 1517. Em meados de 1513, opôs-se à clemência do Papa Leão X para os rebeldes cardeais Bernardino López de Carvajal e Federico Sanseverino. Administrador da Sé de Gallipoli, 9 de setembro de 1513 até sua morte. Administrador da sé de Lavelo, 8 de agosto a 30 de dezembro de 1515 ou 30 de janeiro de 1516. Optou pela ordem dos cardeais bispos e pela sé suburbana de Albano, 16 de março de 1517. Em maio de 1517, foi um dos três cardeais acusado do processo contra os cardeais Bandinello Sauli e Alfonso Petrucci, acusados de conspirar contra o papa; presidiu o tribunal que condenou o cardeal Petrucci à morte em 16 de julho de 1517. Em 4 de novembro de 1517, foi nomeado membro de uma congregação de oito cardeais para organizar a guerra contra os turcos. Protetor da Ordem dos Servos de Maria (Servitas). Muitos historiadores o julgaram negativamente pela extrema dureza que exerceu nos diversos cargos que ocupou.
Morreu em Roma em 5 de fevereiro de 1518. A oração fúnebre foi proferida pelo humanista romano Battista Casali. Enterrado na basílica patriarcal da Libéria, Roma; aparentemente, ele foi enterrado vivo porque, quando foi exumado, alguns anos depois, tinha um braço colocado acima da cabeça. Seus restos mortais foram enterrados novamente na igreja de S. Maria sopra Minerva, em Roma. Uma placa na catedral de Sorrento indica que ele engrandeceu a capela Ss. Filippo e Giacomo.